# 豆を食べる男 (カラッチの絵画)
『豆を食べる男』（まめをたべるおとこ、伊: Mangiafagioli、英: The Beaneater）は、17世紀のバロック絵画の巨匠アンニーバレ・カラッチがおそらく1583-1584年ごろにキャンバス上に油彩で制作した絵画である。アンニーバレが描いた初期の風俗画の中でも、きわめて新奇なものを持っている。作品は現在、ローマのコロンナ絵画館に所蔵されている。

## 作品
下層の生活を題材とした当時の画家とは異なり、アンニーバレは、本作で意図的に滑稽な効果を狙うことはしていない。さりげなく農夫を描き、まるでスナップ写真を見ているかのような気にさせる。食事するために座っている農夫が木のスプーンで食器から豆を貪欲に掬っている。玉ねぎ、パン、野菜のパイ、ワインが半分入ったグラス、明るい縞模様の陶器の水差しがテーブルに載っている。画面に描かれているすべてのもの―食べ物、男、彼の服装、上品ではない食事作法、鑑賞者を密かに覗き見るようで、招待するようなものではない眼差しーは家庭的で素朴なものである。「食べる」という人間の本質的な営みを何ら教訓的・寓意的解釈も与えずに提示している本作は、すでに近代的なリアリズムの範疇にある。
この絵画は、同様の風俗画であるために同時期のアンニーバレの絵画『肉屋の店』 (現在、クライストチャーチ絵画館 、オックスフォード) と関連性がある。ボローニャで描かれた作品で、フランドルやオランダに触発された、幅広い筆致で写実的に描かれている静物画である。実際、16世紀フランドルのピーテル・アールツェンやヨアヒム・ブーケラールの作品なしには、イタリアのこうしたバロック絵画は想定できなかったであろう。なお、アンニーバレは、ヴィンチェンツォ・カンピとバルトロメオ・パッサロッティによる日常生活の描写にも影響を受けている。
本作に現れているのは、カラッチが自身の様式を適合させる能力である。このような「俗的」な主題を描く時、彼は様式を「俗的」なものとし、よりアカデミックな作品 (「俗的」な作品同様に易々と制作されたプラド美術館の『聖母被昇天』などのようなほぼ同時代の作品) を描く時は、もっと古典的な落ち着いた様式を用いることができたのである。
この絵画では、艶のない土気色が厚塗りの粗い筆致で画面に塗られている。簡素な構図は洗練された遠近法や空間構成の試みをしておらず、テーブルに並べられた事物はほとんど不器用な前面短縮法で表されている。この絵画において真に革新的なものは意図的に用いられていない技巧や技術であり、そうしたアポローチが絵画にいっそう強い効果を与えている。